# Сан-Фаліу-да-Кузінас
Сан-Фалі́у-да-Кузі́нас (кат. Sant Feliu de Codines) — муніципалітет, розташований в Автономній області Каталонія, в Іспанії. Код муніципалітету за номенклатурою Інституту статистики Каталонії — 82107. Знаходиться у районі (кумарці) Бальєс-Уріантал (коди району — 41 та VR) провінції Барселона, згідно з новою адміністративною реформою перебуватиме у складі Баґарії (округи) Барселона.

## Населення
Населення міста (у 2007 р.) становить 5.495 осіб (з них менше 14 років — 16,5 %, від 15 до 64 — 67,5 %, понад 65 років — 16,1 %). У 2006 р. народжуваність склала 63 особи, смертність — 47 осіб, зареєстровано 28 шлюбів. У 2001 р. активне населення становило 2.253 особи, з них безробітних — 165 осіб.

Серед осіб, які проживали на території міста у 2001 р., 3.580 народилися в Каталонії (з них 1.980 осіб у тому самому районі, або кумарці), 623 особи приїхали з інших областей Іспанії, а 327 осіб приїхало з-за кордону. 

Університетську освіту має 13 % усього населення. 

У 2001 р. нараховувалося 1.644 домогосподарства (з них 22,1 % складалися з однієї особи, 28,3 % з двох осіб,20,5 % з 3 осіб, 19,5 % з 4 осіб, 6,1 % з 5 осіб, 1,9 % з 6 осіб, 0,9 % з 7 осіб, 0,4 % з 8 осіб і 0,3 % з 9 і більше осіб).

Активне населення міста у 2001 р. працювало у таких сферах діяльності : у сільському господарстві — 2,4 %, у промисловості — 26,4 %, на будівництві — 12,9 % і у сфері обслуговування — 58,2 %. 

 У муніципалітеті або у власному районі (кумарці) працює 1.201 особа, поза районом — 1.137 осіб.

### Безробіття
У 2007 р. нараховувалося 164 безробітних (у 2006 р. — 184 безробітних), з них чоловіки становили 42,1 %, а жінки — 57,9 %.

## Економіка

### Підприємства міста

#### Промислові підприємства
| \| Промислові підприємства міста, за сферою діяльності \| Промислові підприємства міста, за сферою діяльності \| Промислові підприємства міста, за сферою діяльності \| \| Рік \| 2002 р. \| 2001 р. \| \| --------------------------------------------------- \| --------------------------------------------------- \| --------------------------------------------------- \| \| Енергетичні та водні ресурси \| 1,8 % \| 1,9 % \| \| Хімія та метали \| 10 % \| 10 % \| \| Переробка металів \| 42 % \| 41,6 % \| \| Продукти харчування \| 5,6 % \| 5,6 % \| \| Текстиль \| 9,4 % \| 9,9 % \| \| Виробництво меблів, видання \| 20,9 % \| 20,8 % \| \| Інше \| 10,2 % \| 10,2 % \| \| Усього підприємств \| 4.256 \| 4.237 \| |         |         |
| Промислові підприємства міста, за сферою діяльності |         |         |
| Рік | 2002 р. | 2001 р. |
| Енергетичні та водні ресурси | 1,8 %   | 1,9 %   |
| Хімія та метали | 10 %    | 10 %    |
| Переробка металів | 42 %    | 41,6 %  |
| Продукти харчування | 5,6 %   | 5,6 %   |
| Текстиль | 9,4 %   | 9,9 %   |
| Виробництво меблів, видання | 20,9 %  | 20,8 %  |
| Інше | 10,2 %  | 10,2 %  |
| Усього підприємств | 4.256   | 4.237   |

#### Роздрібна торгівля
| \| Підприємства роздрібної торгівлі міста, за сферою діяльності \| Підприємства роздрібної торгівлі міста, за сферою діяльності \| Підприємства роздрібної торгівлі міста, за сферою діяльності \| \| Рік \| 2002 р. \| 2001 р. \| \| ------------------------------------------------------------ \| ------------------------------------------------------------ \| ------------------------------------------------------------ \| \| Продукти харчування \| 31,2 % \| 31,8 % \| \| Одяг та взуття \| 18 % \| 17,8 % \| \| Товари для дому \| 15 % \| 14,9 % \| \| Книги та періодичні видання \| 3,2 % \| 3,3 % \| \| Промислова хімічна продукція \| 7,7 % \| 7,8 % \| \| Продукція, пов'язана з транспортними засобами \| 4,4 % \| 4,3 % \| \| Інше \| 20,6 % \| 20,2 % \| \| Усього підприємств \| 5.336 \| 5.260 \| |         |         |
| Підприємства роздрібної торгівлі міста, за сферою діяльності |         |         |
| Рік | 2002 р. | 2001 р. |
| Продукти харчування | 31,2 %  | 31,8 %  |
| Одяг та взуття | 18 %    | 17,8 %  |
| Товари для дому | 15 %    | 14,9 %  |
| Книги та періодичні видання | 3,2 %   | 3,3 %   |
| Промислова хімічна продукція | 7,7 %   | 7,8 %   |
| Продукція, пов'язана з транспортними засобами | 4,4 %   | 4,3 %   |
| Інше | 20,6 %  | 20,2 %  |
| Усього підприємств | 5.336   | 5.260   |

#### Сфера послуг
| \| Підприємства міста, що працюють у сфері послуг, за діяльністю \| Підприємства міста, що працюють у сфері послуг, за діяльністю \| Підприємства міста, що працюють у сфері послуг, за діяльністю \| \| Рік \| 2002 р. \| 2001 р. \| \| ------------------------------------------------------------- \| ------------------------------------------------------------- \| ------------------------------------------------------------- \| \| Гуртова торгівля \| 14,4 % \| 14,6 % \| \| Готелі та готельний бізнес \| 15,2 % \| 15,5 % \| \| Транспорт та зв'язок \| 22,1 % \| 22,2 % \| \| Посередницькі фінансові послуги \| 3,4 % \| 3,4 % \| \| Послуги підприємствам \| 8,2 % \| 7,9 % \| \| Послуги фізичним особам \| 25,5 % \| 25,6 % \| \| Нерухомість та ін. \| 11,2 % \| 10,8 % \| \| Усього підприємств \| 12.729 \| 12.246 \| |         |         |
| Підприємства міста, що працюють у сфері послуг, за діяльністю |         |         |
| Рік | 2002 р. | 2001 р. |
| Гуртова торгівля | 14,4 %  | 14,6 %  |
| Готелі та готельний бізнес | 15,2 %  | 15,5 %  |
| Транспорт та зв'язок | 22,1 %  | 22,2 %  |
| Посередницькі фінансові послуги | 3,4 %   | 3,4 %   |
| Послуги підприємствам | 8,2 %   | 7,9 %   |
| Послуги фізичним особам | 25,5 %  | 25,6 %  |
| Нерухомість та ін. | 11,2 %  | 10,8 %  |
| Усього підприємств | 12.729  | 12.246  |

## Житловий фонд
У 2001 р. 4,3 % усіх родин (домогосподарств) мали житло метражем до 59 м2, 37,9 % — від 60 до 89 м2, 35,3 % — від 90 до 119 м2 і
22,4 % — понад 120 м2.

З усіх будівель у 2001 р. 21,2 % було одноповерховими, 55,3 % — двоповерховими, 20
% — триповерховими, 2,5 % — чотириповерховими, 0,5 % — п'ятиповерховими, 0,2 % — шестиповерховими,
0,1 % — семиповерховими, 0,1 % — з вісьмома та більше поверхами.

## Автопарк
| \| Автомобілі, зареєстровані у місті, за призначенням \| Автомобілі, зареєстровані у місті, за призначенням \| Автомобілі, зареєстровані у місті, за призначенням \| \| Рік \| 2006 р. \| 2005 р. \| \| -------------------------------------------------- \| -------------------------------------------------- \| -------------------------------------------------- \| \| Приватні автомобілі \| 70,2 % \| 71,1 % \| \| Мотоцикли \| 8,6 % \| 7,9 % \| \| Вантажівки \| 17 % \| 16,9 % \| \| Трактори \| 0,8 % \| 0,8 % \| \| Автобуси та ін. \| 3,5 % \| 3,3 % \| \| Усього автомобілів \| 259.241 шт. \| 251.200 шт. \| |             |             |
| Автомобілі, зареєстровані у місті, за призначенням |             |             |
| Рік | 2006 р.     | 2005 р.     |
| Приватні автомобілі | 70,2 %      | 71,1 %      |
| Мотоцикли | 8,6 %       | 7,9 %       |
| Вантажівки | 17 %        | 16,9 %      |
| Трактори | 0,8 %       | 0,8 %       |
| Автобуси та ін. | 3,5 %       | 3,3 %       |
| Усього автомобілів | 259.241 шт. | 251.200 шт. |

## Вживання каталанської мови
У 2001 р. каталанську мову у місті розуміли 96,1 % усього населення (у 1996 р. — 98,3 %), вміли говорити нею 86,1 % (у 1996 р. -
90,2 %), вміли читати 84,2 % (у 1996 р. — 84,4 %), вміли писати 62,6
% (у 1996 р. — 58,7 %). Не розуміли каталанської мови 3,9 %.

## Політичні уподобання
У виборах до Парламенту Каталонії у 2006 р. взяло участь 2.170 осіб (у 2003 р. — 2.455 осіб). Голоси за політичні сили розподілилися таким чином:
| \| Вибори до Парламенту Каталонії \| Вибори до Парламенту Каталонії \| Вибори до Парламенту Каталонії \| \| Рік \| 2006 р. \| 2003 р. \| \| -------------------------------------- \| ------------------------------ \| ------------------------------ \| \| Конвергенція та Єднання (CiU) \| 43,5 % \| 44,6 % \| \| Соціалістична партія Каталонії (PSC) \| 21,1 % \| 19,3 % \| \| Народна партія (PP) \| 5,6 % \| 7,4 % \| \| Ініціатива за зелену Каталонію (IC) \| 7,4 % \| 5,5 % \| \| Республіканська лівиця Каталонії (ERC) \| 19,3 % \| 22,3 % \| \| Громадянська партія (C's) \| 0,9 % \| 0 % \| \| Інші \| 2,2 % \| 0,9 % \| |         |         |
| Вибори до Парламенту Каталонії |         |         |
| Рік | 2006 р. | 2003 р. |
| Конвергенція та Єднання (CiU) | 43,5 %  | 44,6 %  |
| Соціалістична партія Каталонії (PSC) | 21,1 %  | 19,3 %  |
| Народна партія (PP) | 5,6 %   | 7,4 %   |
| Ініціатива за зелену Каталонію (IC) | 7,4 %   | 5,5 %   |
| Республіканська лівиця Каталонії (ERC) | 19,3 %  | 22,3 %  |
| Громадянська партія (C's) | 0,9 %   | 0 %     |
| Інші | 2,2 %   | 0,9 %   |

У муніципальних виборах у 2007 р. взяло участь 2.298 осіб (у 2003 р. — 2.276 осіб). Голоси за політичні сили розподілилися таким чином:
| \| Муніципальні вибори \| Муніципальні вибори \| Муніципальні вибори \| \| Рік \| 2007 р. \| 2003 р. \| \| -------------------------------------- \| ------------------- \| ------------------- \| \| Конвергенція та Єднання (CiU) \| 25,1 % \| 47,1 % \| \| Соціалістична партія Каталонії (PSC) \| 58 % \| 19,9 % \| \| Народна партія (PP) \| 2,3 % \| 2,9 % \| \| Ініціатива за зелену Каталонію (IC) \| 0 % \| 0 % \| \| Республіканська лівиця Каталонії (ERC) \| 6,5 % \| 12 % \| \| Громадянська партія (C's) \| 0 % \| 0 % \| \| Інші \| 8,1 % \| 18,1 % \| |         |         |
| Муніципальні вибори |         |         |
| Рік | 2007 р. | 2003 р. |
| Конвергенція та Єднання (CiU) | 25,1 %  | 47,1 %  |
| Соціалістична партія Каталонії (PSC) | 58 %    | 19,9 %  |
| Народна партія (PP) | 2,3 %   | 2,9 %   |
| Ініціатива за зелену Каталонію (IC) | 0 %     | 0 %     |
| Республіканська лівиця Каталонії (ERC) | 6,5 %   | 12 %    |
| Громадянська партія (C's) | 0 %     | 0 %     |
| Інші | 8,1 %   | 18,1 %  |